# Ljoebov Jegorova (langlaufster)

Olympisch goud

Ljoebov Ivanovna Jegorova (Russisch: Любовь Ивановна Егорова) (Seversk, 5 mei 1966) is een Russisch oud-langlaufster die negen olympische medailles won, waarvan zes gouden en drie zilveren. Daarmee hoeft ze alleen de Noren Ole Einar Bjørndalen, Bjørn Dæhlie en Marit Bjørgen voor te laten gaan op de lijst van succesvolste medaillewinnaars op de Olympische Winterspelen aller tijden. Ze is de op een na succesvolste vrouw ooit op de Winterspelen.
Jegorova won zowel op de Olympische Winterspelen 1992 als die van 1994 drie olympische titels. In '92 voegde ze daar twee zilveren medailles aan toe, twee jaar later een. Zowel lange als kortere afstanden lagen haar.
Jegorova werd in 1991 wereldkampioen op de 4 x 5 en 30 kilometer. Twee jaar later prolongeerde ze haar wereldtitel op de 4 x 5 km, werd ze tweede op de 5 km en derde op zowel de 30 kilometer als de 5 km plus 10 km gecombineerde achtervolging.

## Olympische resultaten
| Onderdeel           | 1992   | 1994   |
| ------------------- | ------ | ------ |
| 5 km                | Zilver | Goud   |
| 4 x 5 km            | Goud   | Goud   |
| 10 km               | Goud   |        |
| 10 km achtervolging |        | Goud   |
| 15 km               | Goud   | Zilver |
| 30 km achtervolging | Zilver |        |

## Doping
Jegorova werd in 1997 voor twee jaar geschorst nadat ze betrapt werd op het gebruik van anabole steroïden. Bovendien werd haar de wereldtitel op de vijf kilometer afgenomen, die ze dat jaar won. Na het uitzitten van haar straf, keerde Jegorova terug in het langlaufen, maar kon ze niet meer bij de top aanpikken.